# Castil de Vela
Castil de Vela település Spanyolországban, Palencia tartományban. Castil de Vela Tamariz de Campos, Villabaruz de Campos, Gatón de Campos, Capillas, Meneses de Campos és Belmonte de Campos községekkel határos. Lakosainak száma 55 fő (2024).

## Népesség
A település népessége az elmúlt években az alábbi módon változott:
| Lakosok száma | 106  | 91   | 87   | 79   | 68   | 60   | 64   | 64   | 60   | 55   |
|               | 2001 | 2004 | 2007 | 2009 | 2012 | 2014 | 2017 | 2019 | 2022 | 2024 |